# Auger-Saint-Vincent
Pour les articles homonymes, voir Auger et Saint-Vincent.
Auger-Saint-Vincent est une commune française située dans le département de l'Oise en région Hauts-de-France. 

## Géographie

### Localisation
Auger-Saint-Vincent est un village périurbain du Valois, dans l'Oise, situé entre Senlis et Crépy-en-Valois, à 50 km au nord-est de Paris.
La commune se trouve dans l'aire d'attraction de Paris, dans la zone d'emploi de Soissons et dans le bassin de vie de Crépy-en-Valois

Ambiances de la commune
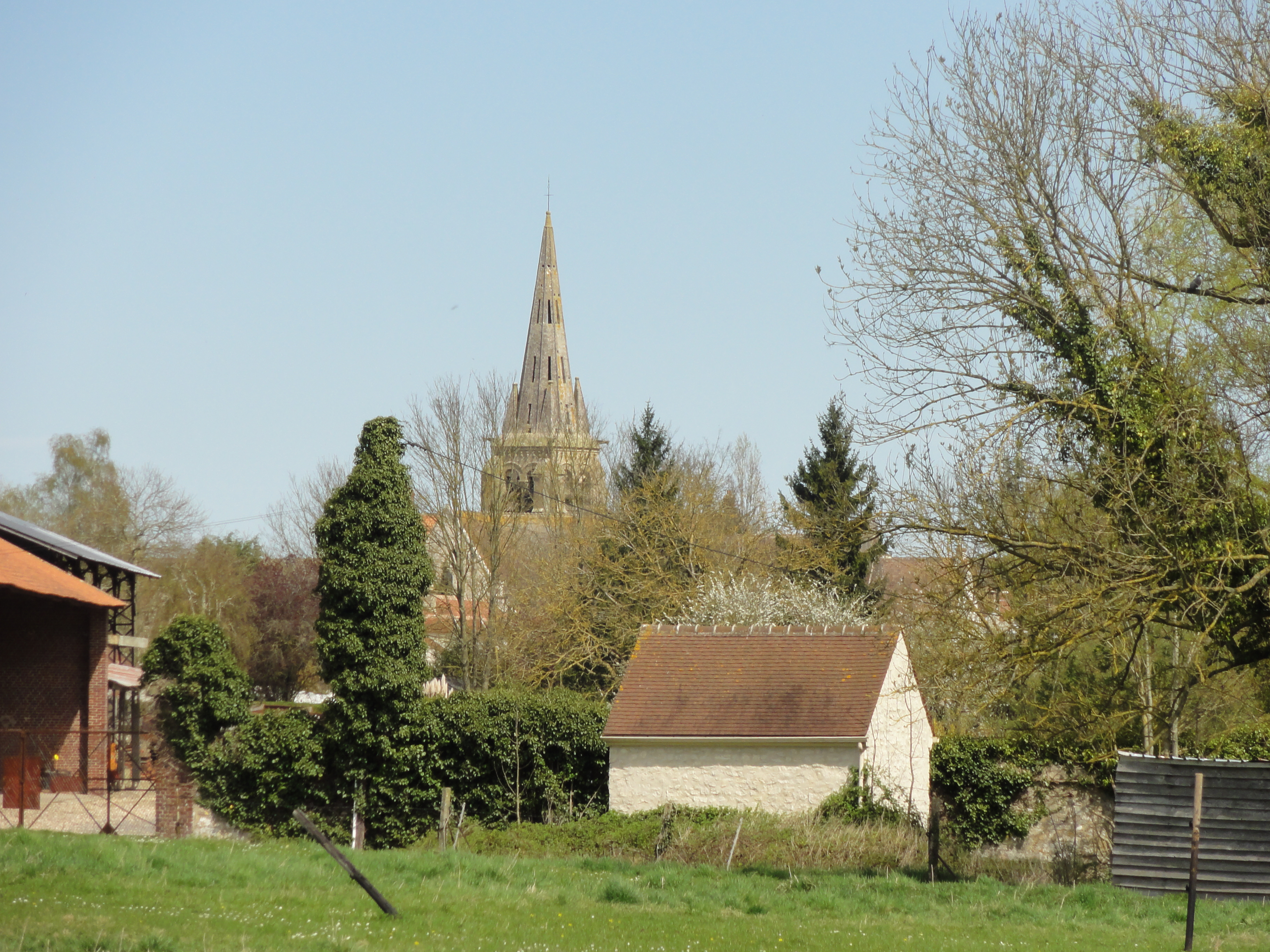
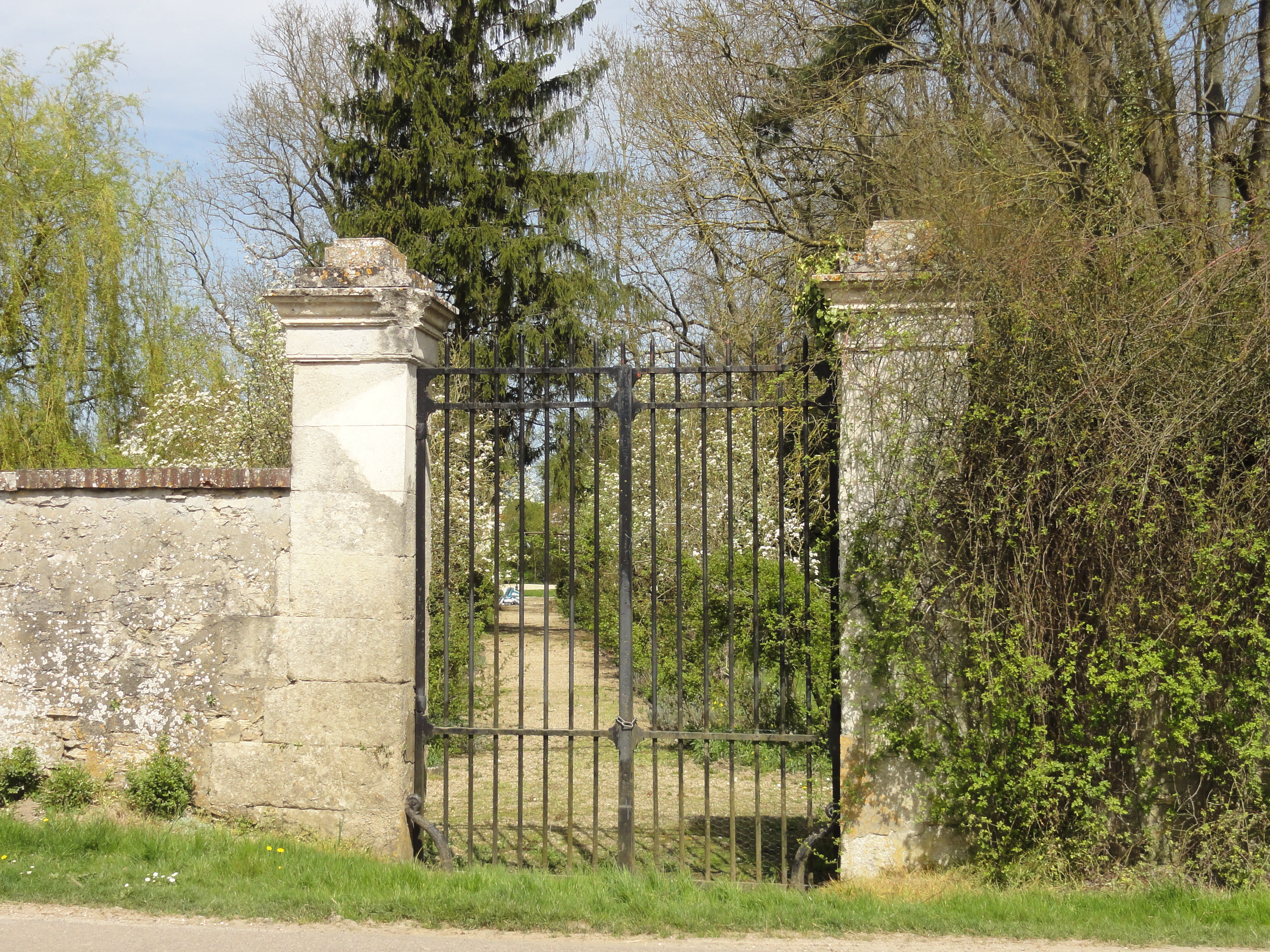
Ruelle des Vignes
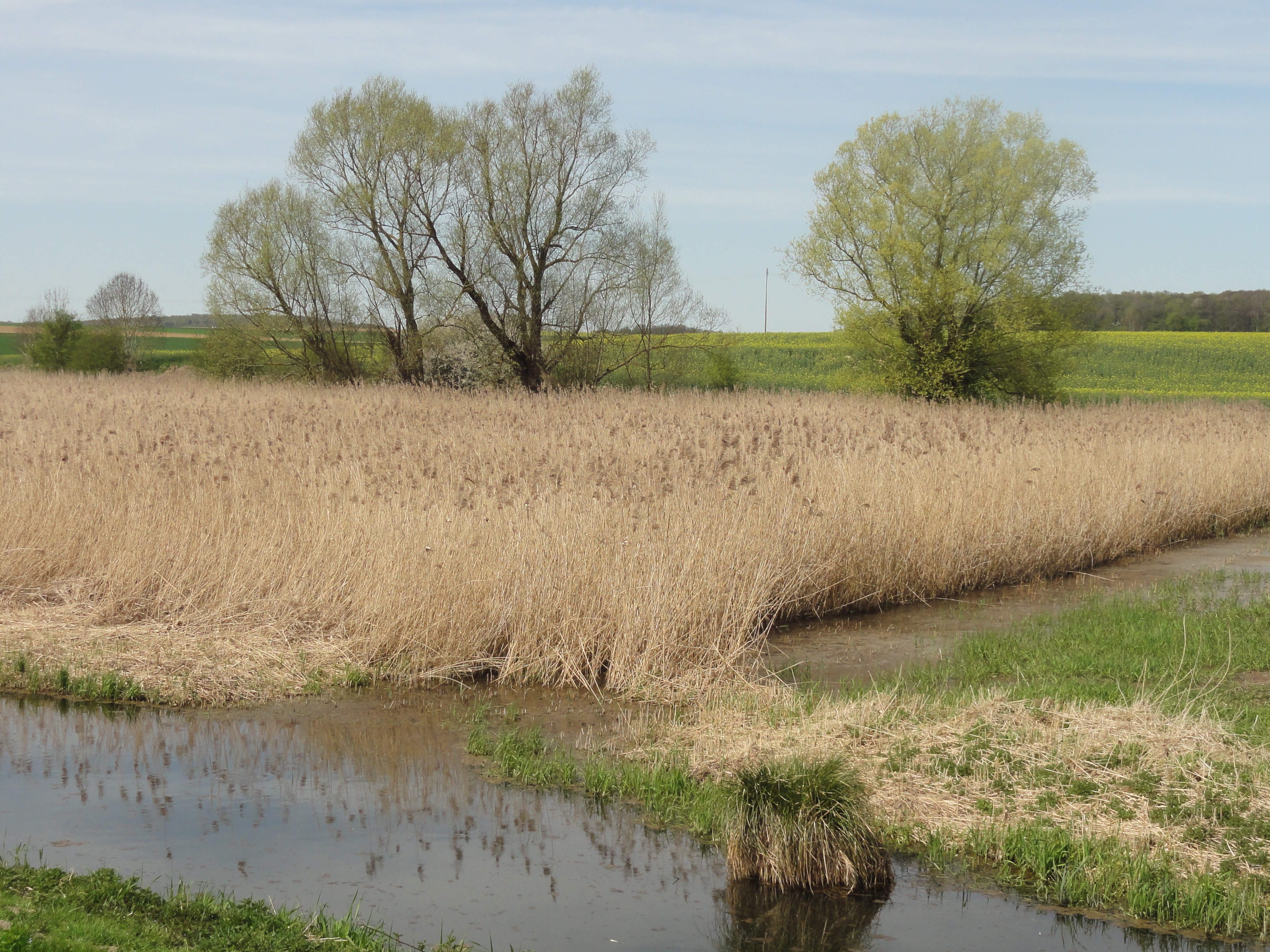
Lieu-dit La Jonnière

### Communes limitrophes
Les communes limitrophes sont  Duvy, Fresnoy-le-Luat, Ormoy-Villers, Rosières, Trumilly et Versigny.
| Trumilly        |                     | Duvy          |
| Fresnoy-le-Luat | Auger-Saint-Vincent |               |
| Rosières        | Versigny            | Ormoy-Villers |

### Géologie et relief
La superficie de la commune est de 13,97 km2 ; son altitude varie de 73  à   135 mètres. 
Le territoire était décrit de la manière suivante au début du XIXe siècle : « Le territoire constitue une vaste plaine à superficie inégale, adossée vers le sud aux pentes du Mont-Luat, donnant naissance à un ravin par lequel s'écoule vers le nord-ouest le rû de Saint-Mard ou première partie de la rivière Sainte-Marie ».

### Hydrographie

#### Réseau hydrographique

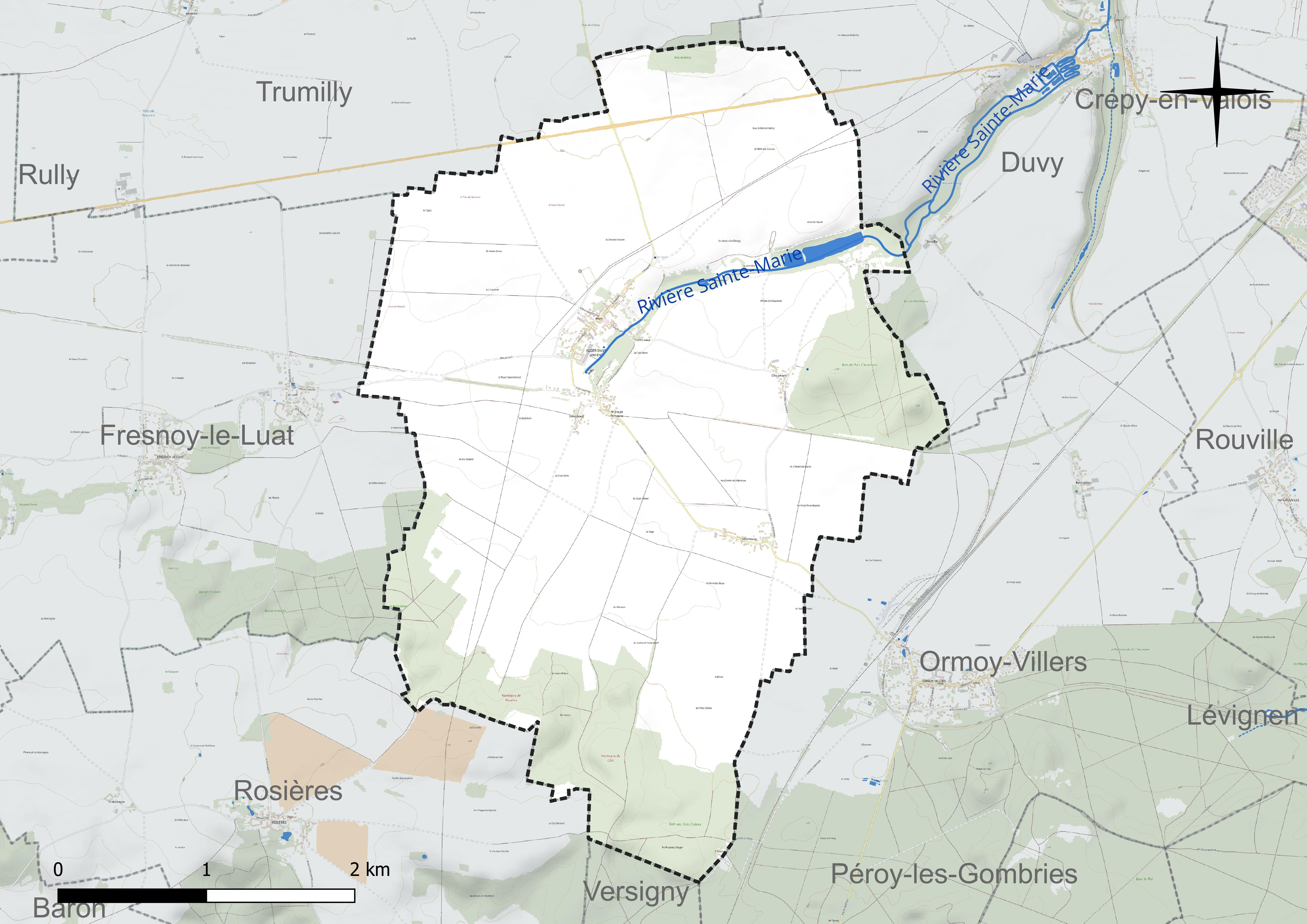
Réseau hydrographique d'Auger-Saint-Vincent.

La commune est située dans le bassin Seine-Normandie. 
Elle est drainée par la rivière Sainte-Marie,.
La rivière Sainte-Marie, d'une longueur de 11 km, prend sa source dans la commune près du quartier Saint-Mard et se jette  dans l'Automne à Orrouy, après avoir traversé cinq communes.
Plusieurs puits de captage permettent d'alimenter en eau potable plus d'une vingtaine de communes du Valois, dont Crépy-en-Valois.

#### Gestion et qualité des eaux
Le territoire communal est couvert par le schéma d'aménagement et de gestion des eaux (SAGE) « Sensée ». Ce document de planification concerne un territoire de 287 km2 de superficie, délimité par le bassin versant de l'Automne. Le périmètre a été arrêté le 28 mai 1996 et le SAGE proprement dit a été approuvé le 16 décembre 2003 puis révisé le 10 mars 2016. La structure porteuse de l'élaboration et de la mise en œuvre est le syndicat d'aménagement et de gestion des eaux du Bassin Automne (S.A.G.E.B.A).
La qualité des cours d'eau peut être consultée sur un site dédié géré par les agences de l'eau et l'Agence française pour la biodiversité.

### Climat
Pour des articles plus généraux, voir Climat des Hauts-de-France et Climat de l'Oise.
En 2010, le climat de la commune est de type climat océanique dégradé des plaines du Centre et du Nord, selon une étude du CNRS s'appuyant sur une série de données couvrant la période 1971-2000. En 2020, Météo-France publie une typologie des climats de la France métropolitaine dans laquelle la commune est exposée à un climat océanique altéré et est dans la région climatique Nord-est du bassin Parisien, caractérisée par un ensoleillement médiocre, une pluviométrie moyenne régulièrement répartie au cours de l'année et un hiver froid (3 °C).
Pour la période 1971-2000, la température annuelle moyenne est de 10,8 °C, avec une amplitude thermique annuelle de 15 °C. Le cumul annuel moyen de précipitations est de 713 mm, avec 11,2 jours de précipitations en janvier et 8 jours en juillet. Pour la période 1991-2020, la température moyenne annuelle observée sur la station météorologique la plus proche, située sur la commune du Plessis-Belleville à 14 km à vol d'oiseau, est de 11,4 °C et le cumul annuel moyen de précipitations est de 661,7 mm,. Pour l'avenir, les paramètres climatiques de la commune estimés pour 2050 selon différents scénarios d'émission de gaz à effet de serre sont consultables sur un site dédié publié par Météo-France en novembre 2022.

## Urbanisme

### Typologie
Au 1er janvier 2024, Auger-Saint-Vincent est catégorisée commune rurale à habitat dispersé, selon la nouvelle grille communale de densité à sept niveaux définie par l'Insee en 2022.
Elle est située hors unité urbaine. Par ailleurs la commune fait partie de l'aire d'attraction de Paris, dont elle est une commune de la couronne,.

### Occupation des sols

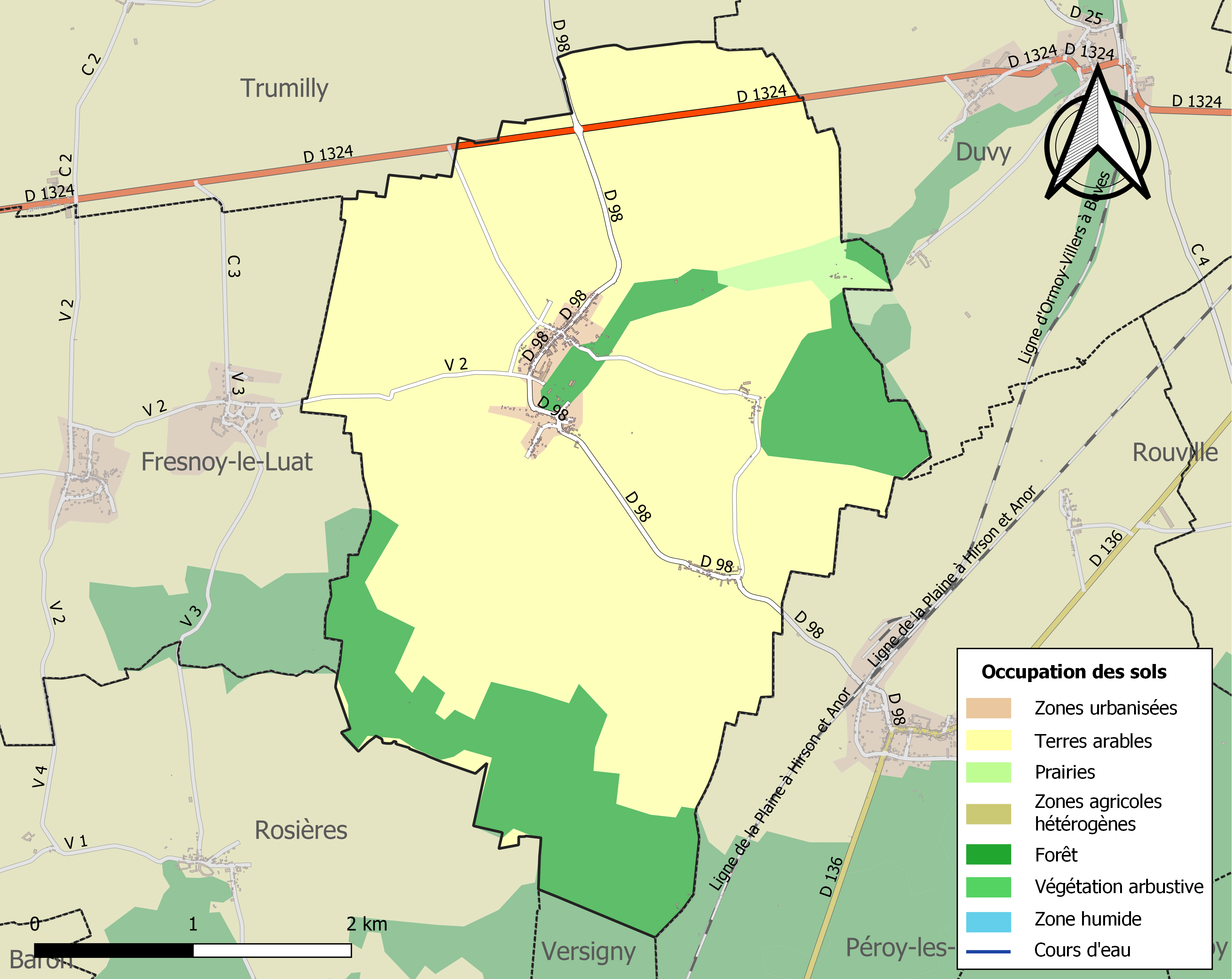
Carte des infrastructures et de l'occupation des sols de la commune en 2018 (CLC).

L'occupation des sols de la commune, telle qu'elle ressort de la base de données européenne d'occupation biophysique des sols Corine Land Cover (CLC), est marquée par l'importance des territoires agricoles (78,2 % en 2018), une proportion identique à celle de 1990 (78,2 %). 
La répartition détaillée en 2018 est la suivante : terres arables (76,7 %), forêts (20 %), zones urbanisées (1,8 %), prairies (1,5 %). 
L'évolution de l'occupation des sols de la commune et de ses infrastructures peut être observée sur les différentes représentations cartographiques du territoire : la carte de Cassini (XVIIIe siècle), la carte d'état-major (1820-1866) et les cartes ou photos aériennes de l'IGN pour la période actuelle (1950 à aujourd'hui).

### Habitat et logement
En 2021, le nombre total de logements dans la commune était de 236, alors qu'il était de 215 en 2016 et de 207 en 2011. 
Parmi ces logements, 93,7 % étaient des résidences principales, 1,7 % des résidences secondaires et 4,6 % des logements vacants. Ces logements étaient pour 98 % d'entre eux des maisons individuelles et pour 1,7 % des appartements. 
Le tableau ci-dessous présente la typologie des logements à Auger-Saint-Vincent en 2021 en comparaison avec celle de l'Oise et de la France entière. Une caractéristique marquante du parc de logements est ainsi la faible proportion des résidences secondaires et logements occasionnels (1,7 %) par rapport au département (2,4 %) et à la France entière (9,7 %). 
| Typologie                                               | Auger-Saint-Vincent | Oise | France entière |
| ------------------------------------------------------- | ------------------- | ---- | -------------- |
| Résidences principales (en %)                           | 93,7                | 90,5 | 82,2           |
| Résidences secondaires et logements occasionnels (en %) | 1,7                 | 2,4  | 9,7            |
| Logements vacants (en %)                                | 4,6                 | 7    | 8,1            |

### Voies de communication et transports
Le territoire communal est tangenté au nord par le tracé de l'ancienne route nationale 324 (actuelle RD 1324).
La commune est desservie, en 2023, par les lignes 6421 et 6442 du réseau interurbain de l'Oise.

## Toponymie

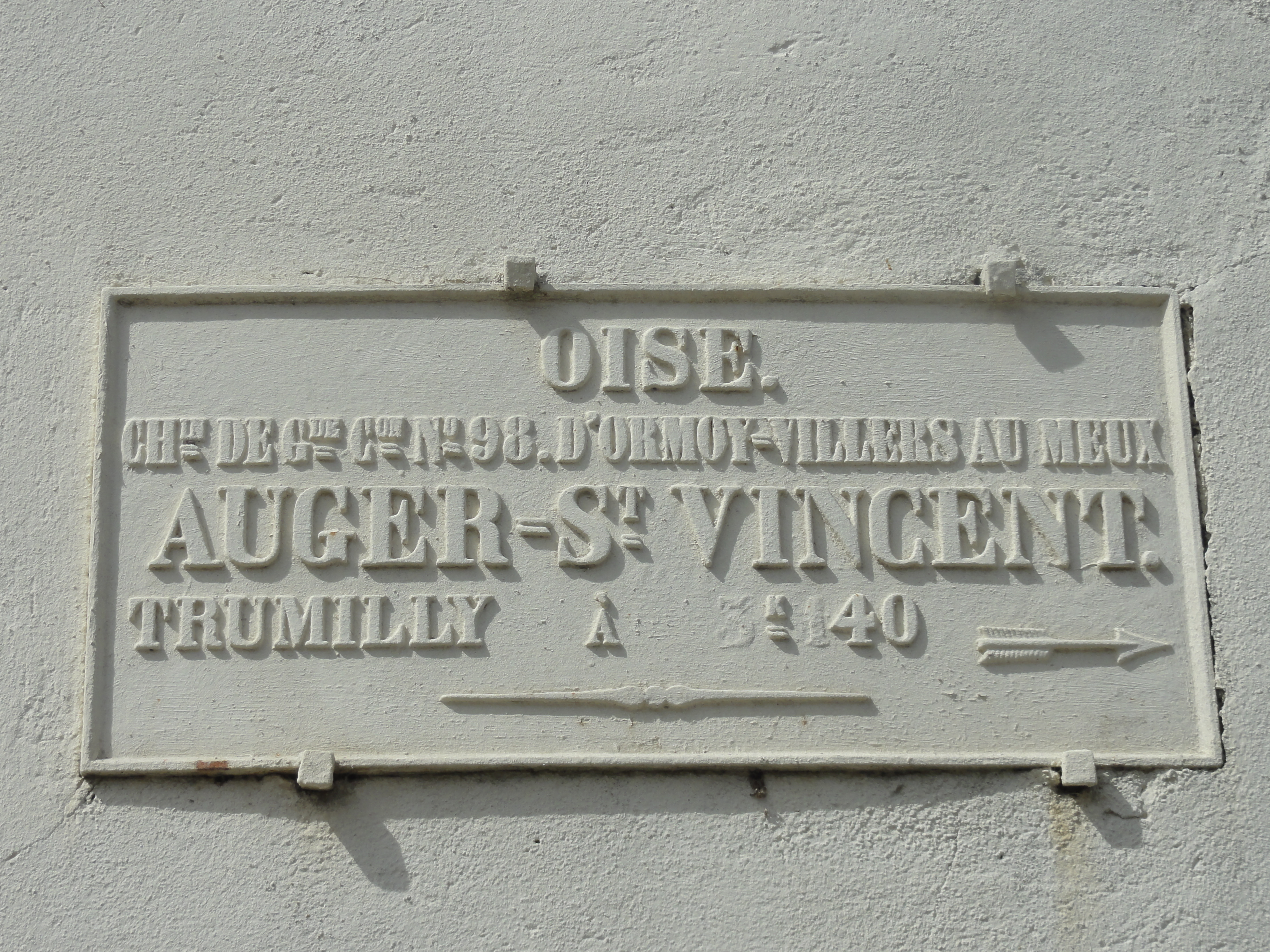
Plaque de cocher.

Auger-Saint-Vincent est attesté sous les formes Ogerus Sancti Vincentii, Ogerium (1192), Ogerum (1140), Otgerius, Ogier-Sainct-Vincent, Oger, Otger.
Le nom de la commune,  un hagiotoponyme, proviendrait de celui d'Ogier de Danemarche, l'un des chevaliers de la cour de Charlemagne auquel cet empereur donna les terres ou lieux d'Oger-Saint-Viincent, Oger-Saint-Mard, Rully et Chamicy, Vérines, Trumilly et ses dépendances.
Saint Mard est attesté sous les formes Ogerius Sancti Medardi, Ogerus, Oger-Saint-Médard, Auger-Saint-Mard.
Le Parc-aux-Dames est attesté sous les formes abbatia de Parco Dominarum, Parcus Dominarum, Parc-en-Valois, Parc-de-Bouville.

## Histoire

### Moyen Âge
Louis Graves indiquait « La terre d' Auger revint au domaine de la couronne d'où elle émanait, et passa vers le dixième siècle dans le comté de Crépy.
Raoul Il, comte de Crépy, donna l'église avec ses revenus au chapitre de Saint-Arnoult. Les chanoines, conservèrent la seigneurie, la haute-justice et le patronage de la cure.
Charles, fils du roi Philippe-le-bel, comte de Valois, d'Alençon, de Chartres et d' Anjou qui résidait souvent à Crépy, venait chasser sur le territoire d'Auger-Saint-Pincent, plus boisé sans doute alors qu'il ne l'est aujourd'hui. Il data de ce lieu, le quatorze novembre 1309, une charte concernant les· usages et pâturage, des habitants d'Haramont (Aisne) dans la forêt de Retz. 
Anger était l'une des dix-sept..mairies de la châtellenie de Crépy, comprenant dans son ressort Le Luat, Fresnoy-le-Luat, Villeneuve, et quelques fiefs voisins ».

### Époque contemporaine
En 1836, on comptait dans la commune un moulin à eau et plusieurs marnières
La commune a été desservie par la  gare d'Auger-Saint-Vincent, sur la ligne de Chantilly - Gouvieux à Crépy-en-Valois, fermée définitivement au service voyageurs en été 1949, et déclassée en 1992.
.

## Politique et administration

### Rattachements administratifs et électoraux

#### Rattachements administratifs
La commune se trouve depuis 1926 dans l'arrondissement de Senlis du département de l'Oise.
Elle faisait partie depuis 1802 du canton de Crépy-en-Valois. Dans le cadre du redécoupage cantonal de 2014 en France, cette circonscription administrative territoriale a disparu, et le canton n'est plus qu'une circonscription électorale.

#### Rattachements électoraux
Pour les élections départementales, la commune fait partie depuis 2014 d'un nouveau canton de Crépy-en-Valois
Pour l'élection des députés, elle fait partie de la cinquième circonscription de l'Oise.

### Intercommunalité
Auger-Saint-Vincent est membre de la communauté de communes du Pays de Valois, un établissement public de coopération intercommunale (EPCI) à fiscalité propre créé en 1997 et auquel la commune a transféré un certain nombre de ses compétences, dans les conditions déterminées par le code général des collectivités territoriales.

### Liste des maires
| Période                                  | Période                        | Identité             | Étiquette     | Qualité |
| ---------------------------------------- | ------------------------------ | -------------------- | ------------- | --- |
| Les données manquantes sont à compléter. |                                |                      |               | |
|                                          |                                |                      |               | |
| 2001                                     | 2004                           | Richard Jezierski    | DVG           | |
| mars 2004                                | En cours (au 18 novembre 2024) | Fabrice Dalongeville | PRG, puis DVG | Journaliste et consultant indépendant Conseiller régional de Picardie (2010 → 2015) Vice-président de la CC du pays de Valois (2014 → 2020) Président de l'association des maires ruraux de l'Oise |

## Équipements et services publics

### Enseignement
Les enfants de la commune sont scolarisés avec ceux de Trumilly, de Fresnoy-le-Luat et de Rocquemont dans le cadre d'un regroupement pédagogique intercommunal (RPI), qui dispose d'une école dans chaque commune, sauf Rocquemont. La cantine est à Auger-Saint-Vincent.

## Population  et société

### Démographie
Les habitants sont appelés les Augerois.

#### Évolution démographique
L'évolution du nombre d'habitants est connue à travers les recensements de la population effectués dans la commune depuis 1793. Pour les communes de moins de 10 000 habitants, une enquête de recensement portant sur toute la population est réalisée tous les cinq ans, les populations de référence des années intermédiaires étant quant à elles estimées par interpolation ou extrapolation. Pour la commune, le premier recensement exhaustif entrant dans le cadre du nouveau dispositif a été réalisé en 2007.

En 2022, la commune comptait 521 habitants, en évolution de +2,76 % par rapport à 2016 (Oise : +0,87 %, France hors Mayotte : +2,11 %).
| 1793 | 1800 | 1806 | 1821 | 1831 | 1836 | 1841 | 1846 | 1851 |
| ---- | ---- | ---- | ---- | ---- | ---- | ---- | ---- | ---- |
| 336  | 391  | 397  | 378  | 426  | 396  | 413  | 381  | 358  |

| 1856 | 1861 | 1866 | 1872 | 1876 | 1881 | 1886 | 1891 | 1896 |
| ---- | ---- | ---- | ---- | ---- | ---- | ---- | ---- | ---- |
| 365  | 395  | 430  | 410  | 401  | 399  | 414  | 390  | 375  |

| 1901 | 1906 | 1911 | 1921 | 1926 | 1931 | 1936 | 1946 | 1954 |
| ---- | ---- | ---- | ---- | ---- | ---- | ---- | ---- | ---- |
| 380  | 377  | 361  | 370  | 376  | 374  | 379  | 350  | 370  |

| 1962 | 1968 | 1975 | 1982 | 1990 | 1999 | 2006 | 2007 | 2012 |
| ---- | ---- | ---- | ---- | ---- | ---- | ---- | ---- | ---- |
| 362  | 342  | 302  | 324  | 395  | 439  | 493  | 501  | 492  |

| 2017 | 2022 | - | - | - | - | - | - | - |
| ---- | ---- | - | - | - | - | - | - | - |
| 518  | 521  | - | - | - | - | - | - | - |

#### Pyramide des âges
La population de la commune est relativement jeune.
En 2018, le taux de personnes d'un âge inférieur à 30 ans s'élève à 32,9 %, soit en dessous de la moyenne départementale (37,3 %). À l'inverse, le taux de personnes d'âge supérieur à 60 ans est de 22,9 % la même année, alors qu'il est de 22,8 % au niveau départemental.
En 2018, la commune comptait 276 hommes pour 253 femmes, soit un taux de 52,17 % d'hommes, largement supérieur au taux départemental (48,89 %).
Les pyramides des âges de la commune et du département s'établissent comme suit.
| Hommes | Classe d’âge | Femmes |
| ------ | ------------ | ------ |
| 0,0    | 90 ou +      | 0,8    |
| 4,2    | 75-89 ans    | 6,2    |
| 17,7   | 60-74 ans    | 16,9   |
| 24,2   | 45-59 ans    | 23,1   |
| 20,8   | 30-44 ans    | 20,3   |
| 14,7   | 15-29 ans    | 14,1   |
| 18,5   | 0-14 ans     | 18,5   |

| Hommes | Classe d’âge | Femmes |
| ------ | ------------ | ------ |
| 0,5    | 90 ou +      | 1,4    |
| 5,5    | 75-89 ans    | 7,6    |
| 15,6   | 60-74 ans    | 16,3   |
| 20,8   | 45-59 ans    | 20     |
| 19,4   | 30-44 ans    | 19,4   |
| 17,6   | 15-29 ans    | 16,2   |
| 20,6   | 0-14 ans     | 19,1   |

### Vie associative
Un café associatif a été aménagé en 2021 avec le soutien de la municipalité dans l'ancien presbytère, racheté à l'évêché par la commune, et qui succède au dernier café commercial du village, chez Yvette, fermé en 1993. L'équipement disposant d'une connexion à haut débit à Internet se prête au télétravail, et peut accueillir des associations ou des spectacles grâce à une scène montée dans un coin et une sono,

## Culture locale et patrimoine

### Lieux et monuments

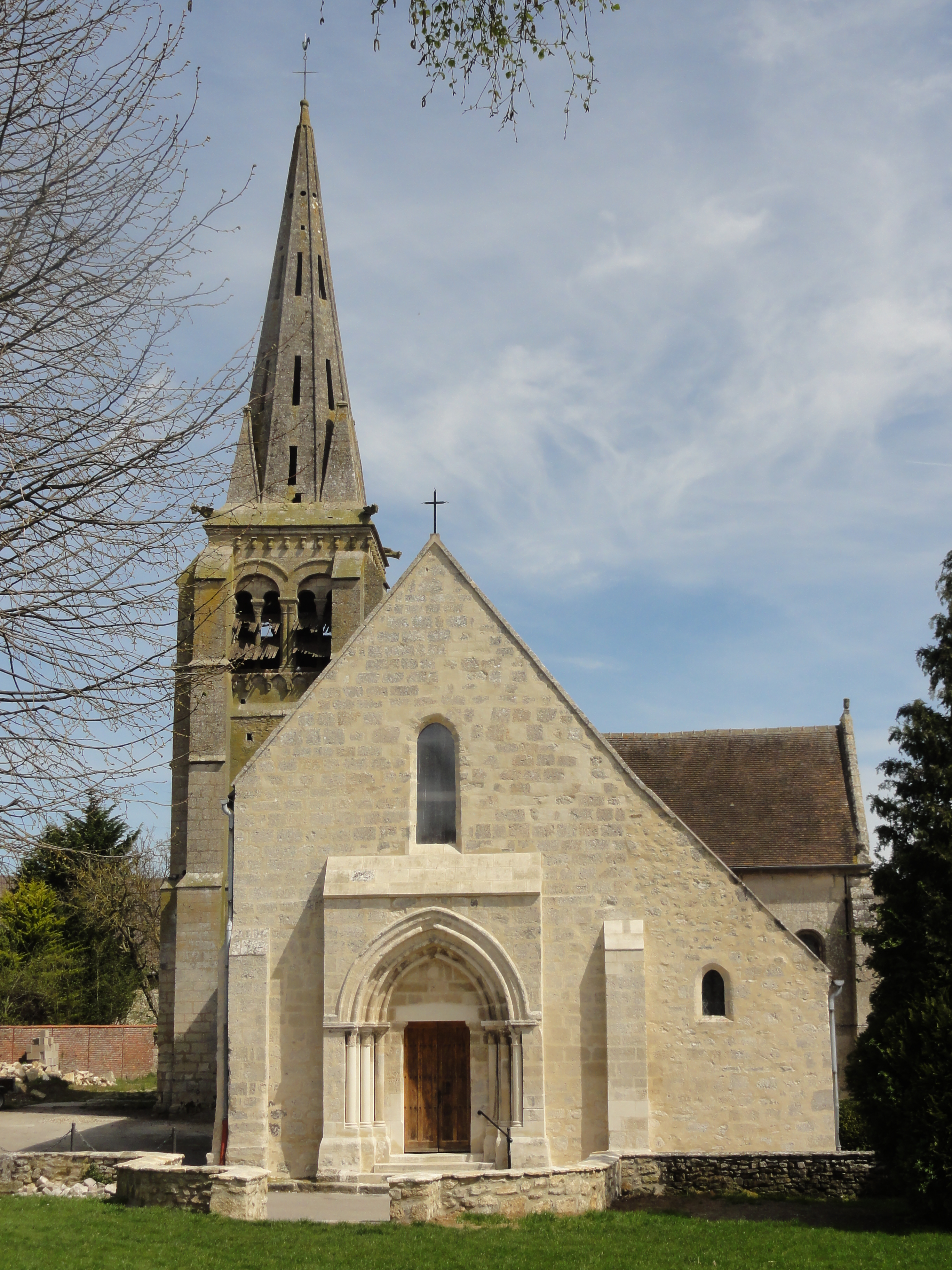
L'église Saint-Vincent-et-Saint-Caprais.

- Église Saint-Vincent-et-Saint-Caprais : Ses origines remontent au moins aux années 930 / 940, quand Raoul II de Vexin donne le patronage de la cure au prieuré Saint-Arnoul de Crépy-en-Valois. Une petite église romane est construite au premier quart du XIIe siècle, et des éléments de sa nef et de son chœur sont englobés dans la construction actuelle. À partir du milieu du XIIe siècle et jusqu'au début du XIIIe siècle, puis à la fin du XVe siècle et au milieu du XVIe siècle, l'église est agrandie à six reprises, et le plus souvent, les adjonctions ne portent que sur une seule travée, de sorte que l'édifice actuel est d'une complexité déconcertante. 
À l'extérieur, il offre toutefois une image assez harmonieuse, car les différentes campagnes de construction sont pour la plupart très rapprochées, si bien que les ruptures stylistiques trop évidentes sont évitées. Le clocher du milieu du XIIe siècle est imposant, et coiffé d'une élégante flèche de pierre. 
À l'intérieur, l'église présente aussi un réel intérêt, et surprend par son unicité spatiale, qui a été obtenue au détriment de son unicité architecturale. Les deux voûtes d'ogives du chœur des années 1150 / 1160, très bombées et encore archaïques, sont sans doute les éléments les plus remarquables, ainsi que les peintures murales. L'église n'a pas encore été classée aux monuments historiques[33],[34]. 
Des travaux de réfection sont engagés à la fin des années 2020 avec l'aide de la fondation du patrimoine et un legs[35]

L'église Saint-Vincent-et-Saint-Caprais
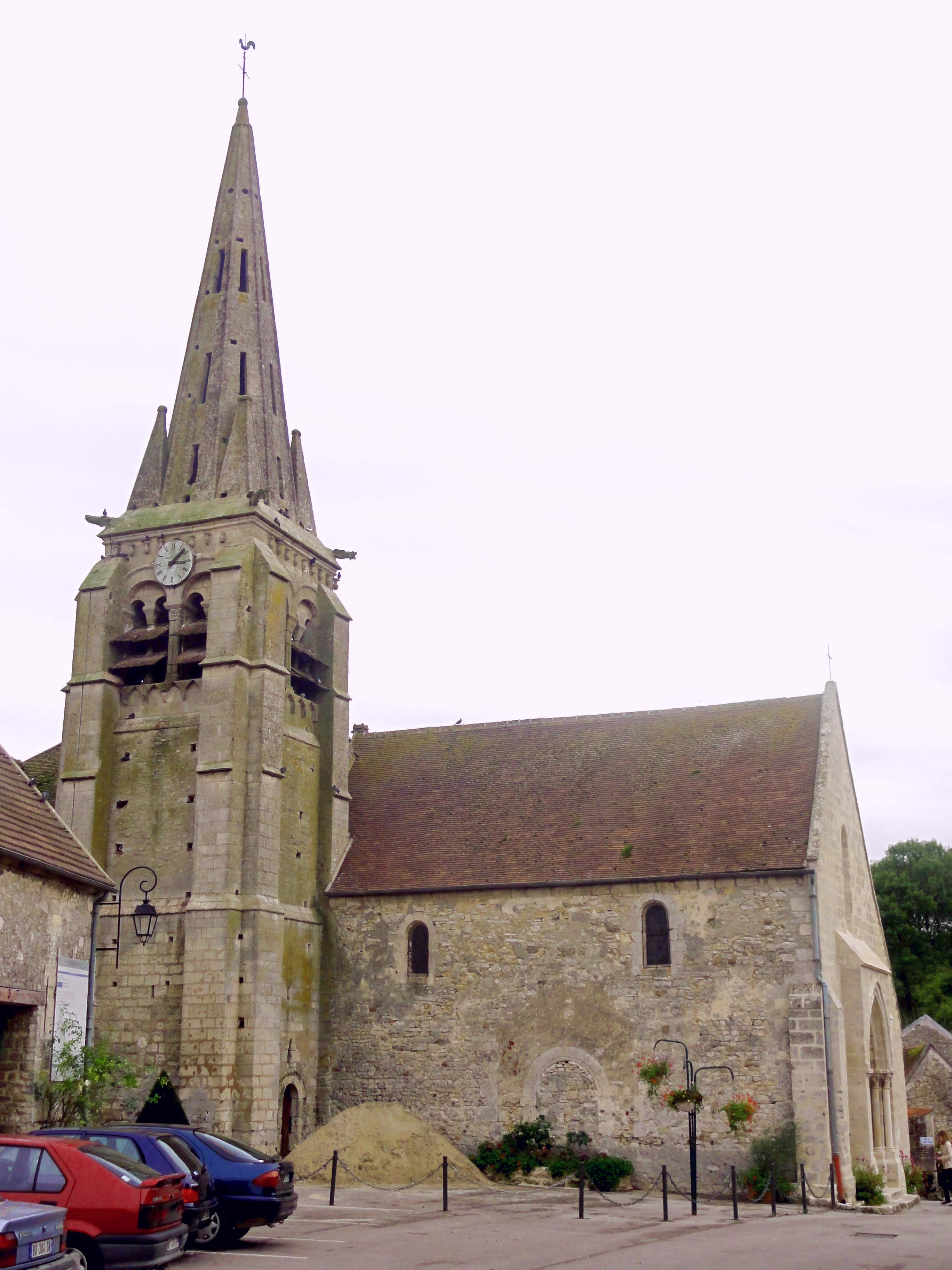
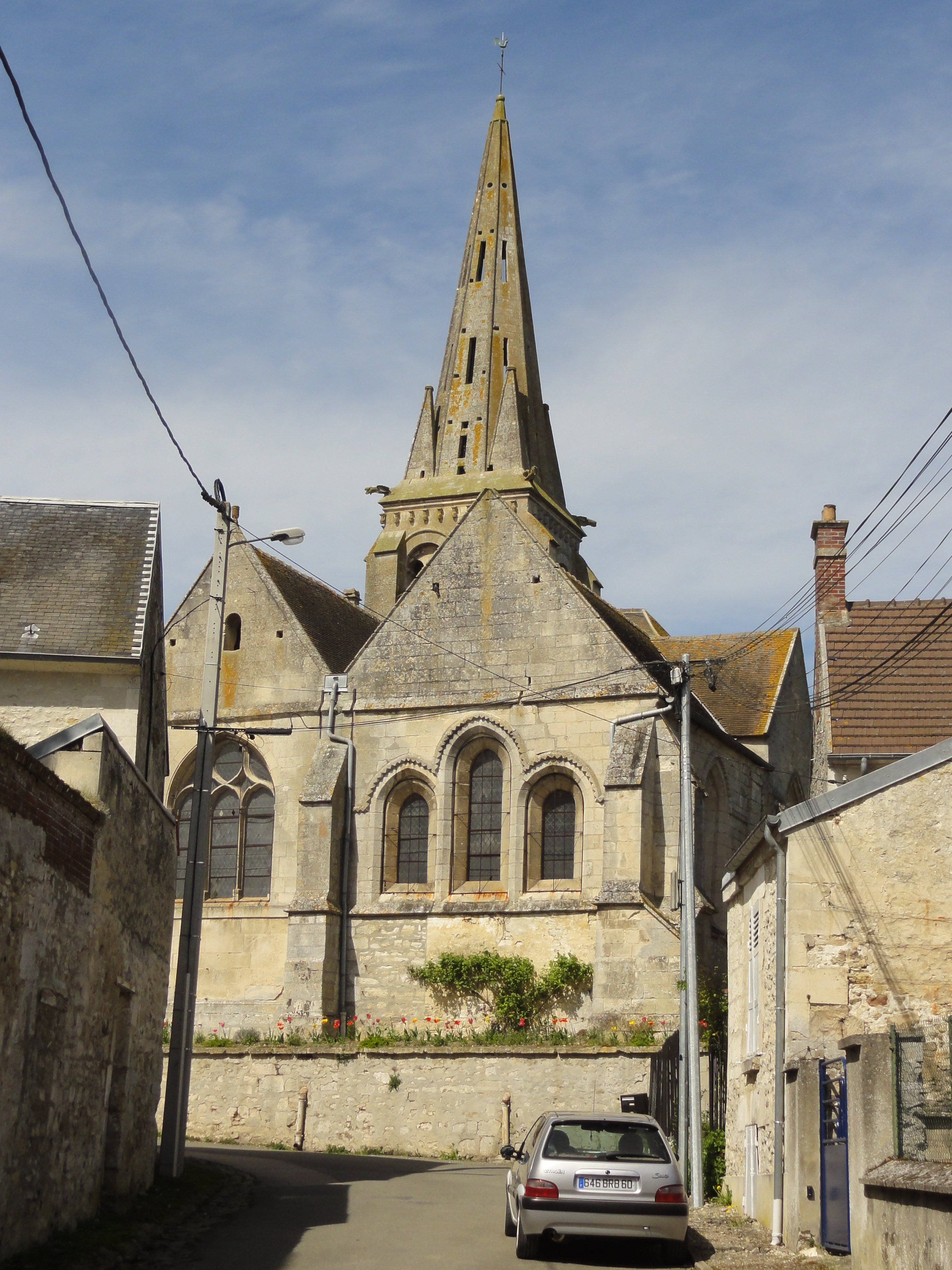
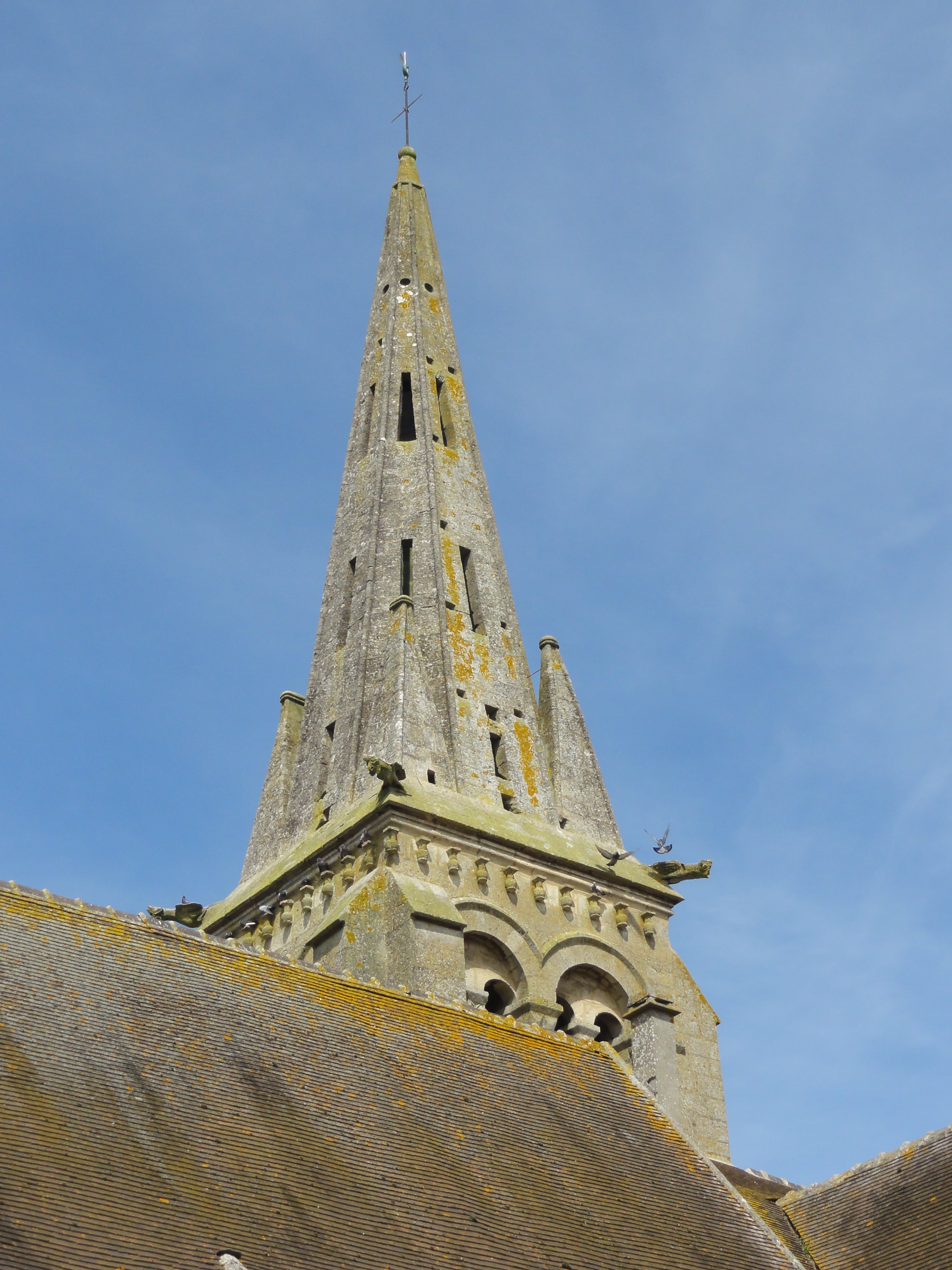
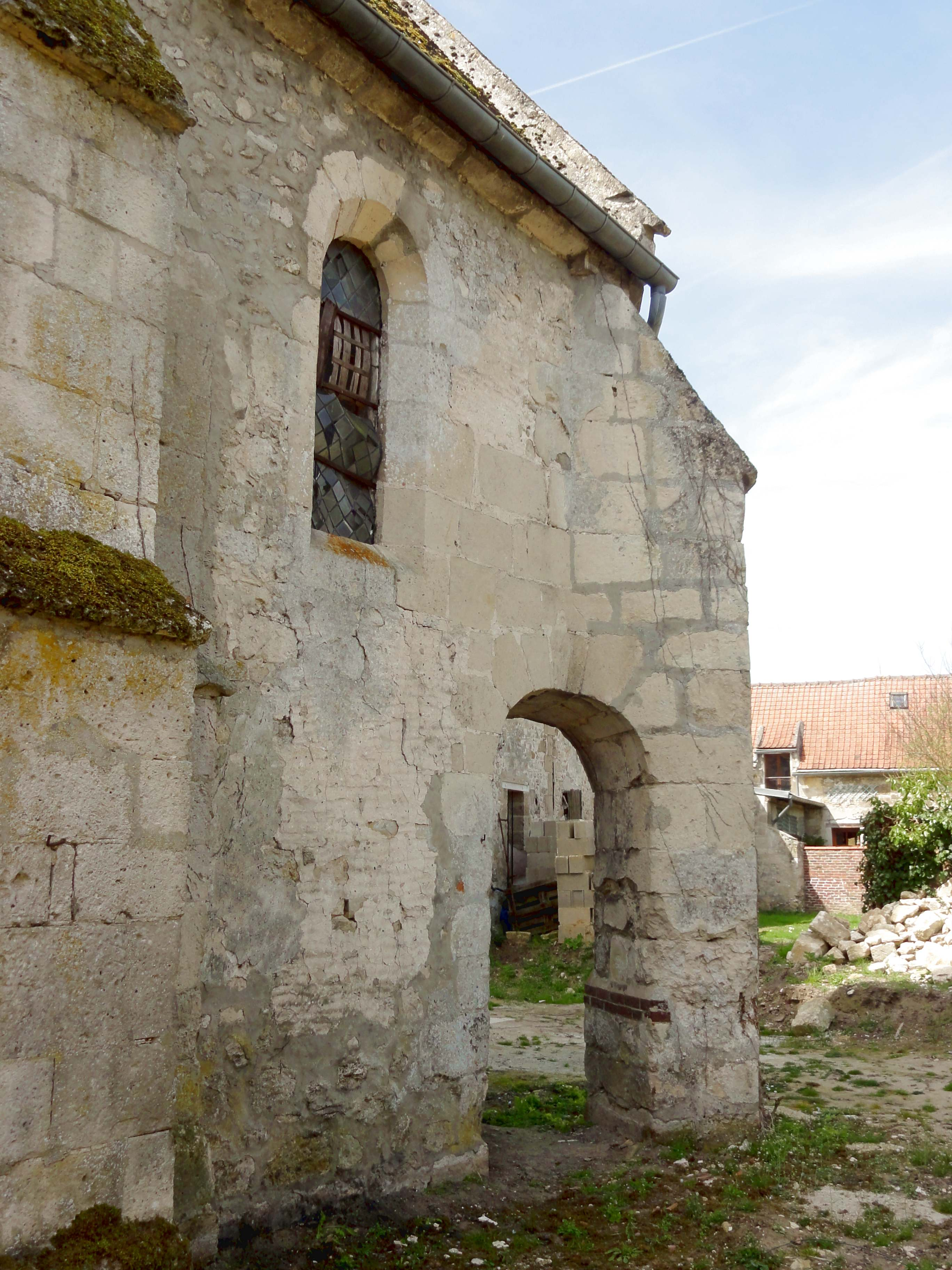
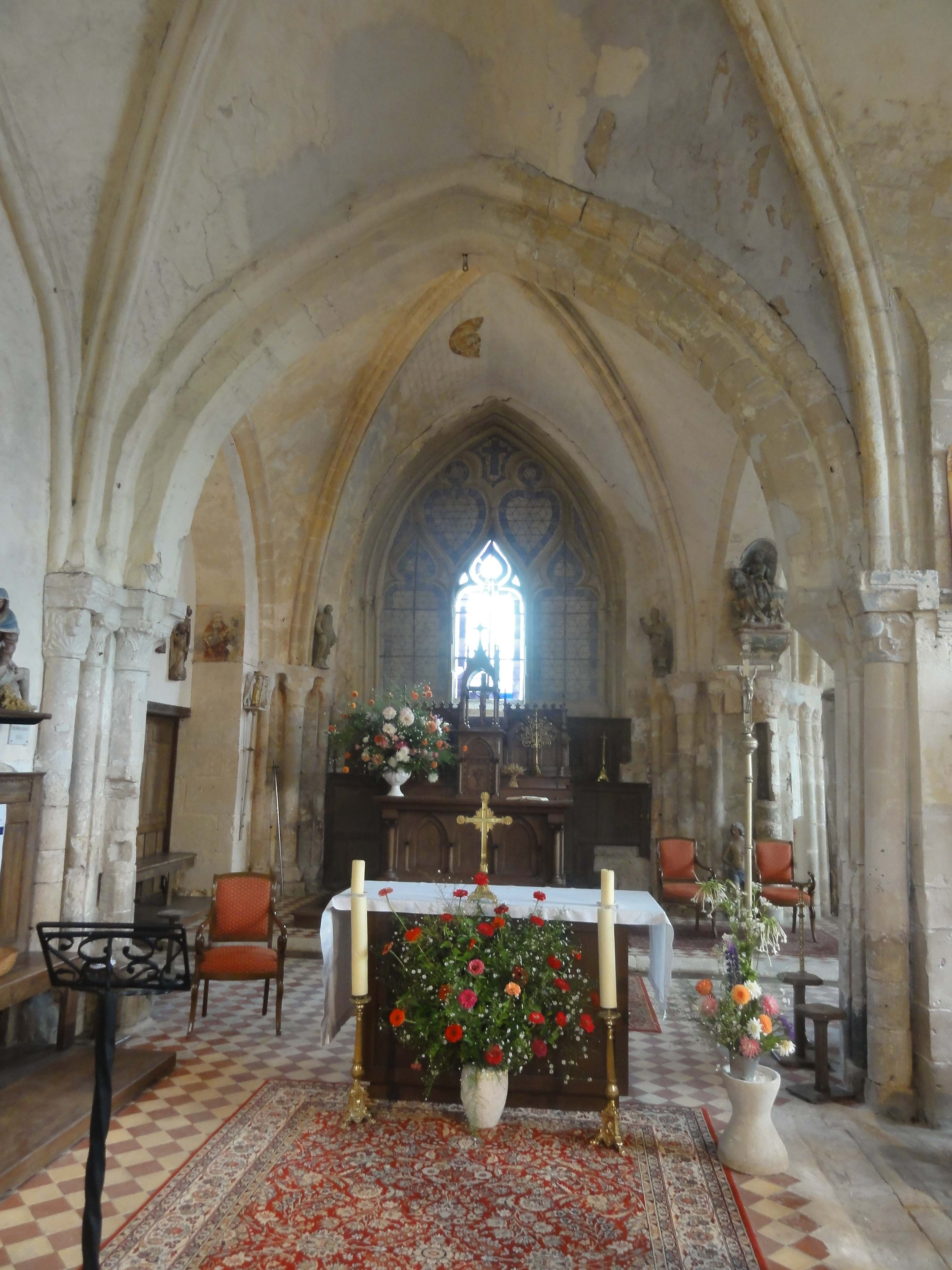
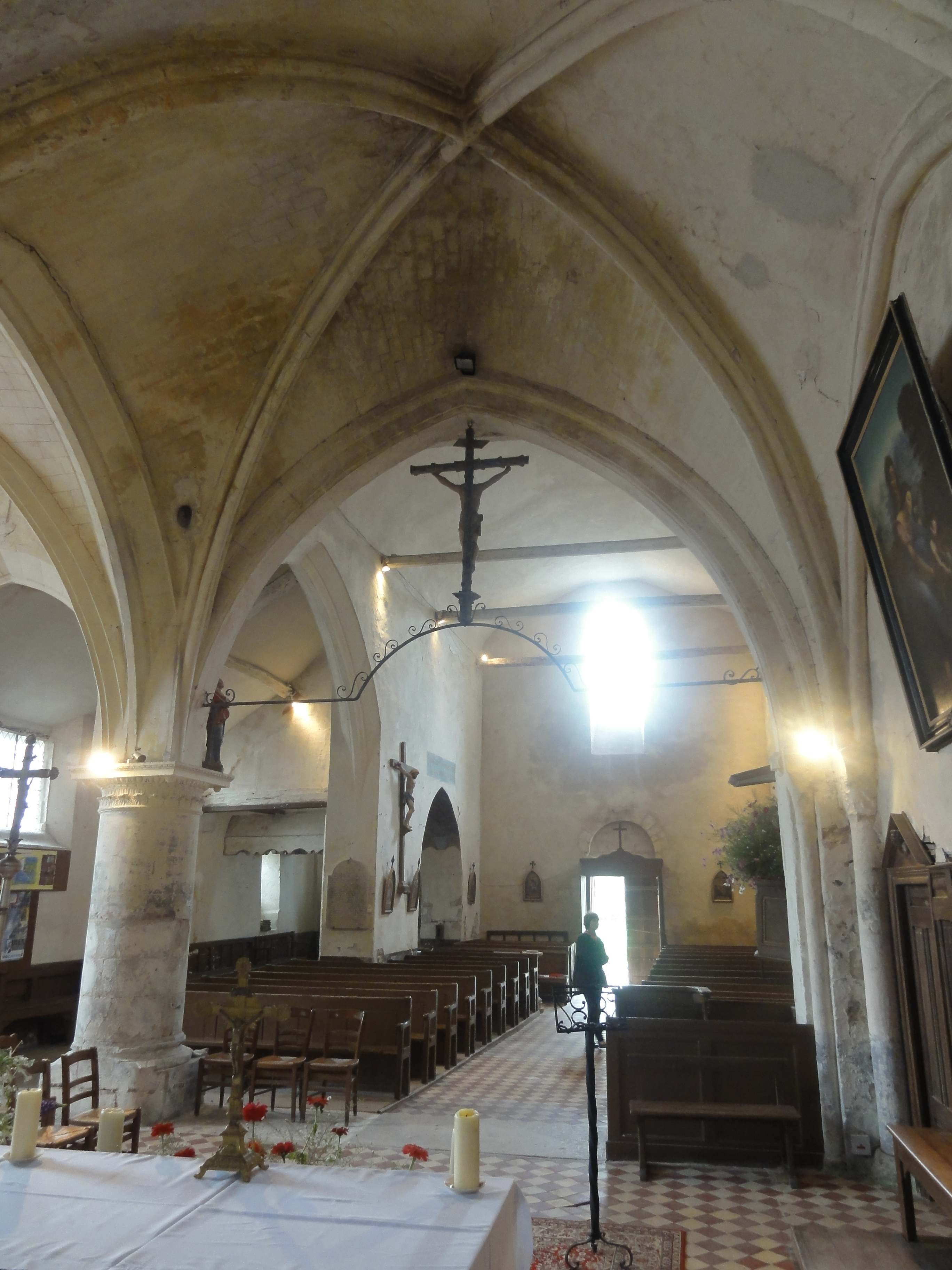

- Ancien puits public avec pompe, rue Rambure.
- Calvaires avec des socles en pierre et des croix en fer forgé aux extrémités nord, ouest et sud du village.
- Lavoir de la fontaine Courtichaine, au bout de l'impasse éponyme, près de la jeune Sainte-Marie. Deux autres lavoirs subsistent dans la commune[4].
- Lavoir de la fontaine de l'Orme, au bout de la ruelle du même nom : C'est un lavoir ouvert partiellement ruiné, où le rû Sainte-Marie prend sa source.
- Château, rue du Chapitre, au sud du village.
- Chapelle Saint-Mard, au hameau du même nom, au sud du village. Saint-Mard fut une paroisse indépendante sous l'Ancien Régime, et possédait une église, qui était placée sous le patronage du chapitre de la cathédrale Notre-Dame de Senlis. Après la Révolution française, l'église de Saint-Mard a été rattachée à la paroisse de Fresnoy-le-Luat, puis démolie[36].
- Ruines de l'ancienne abbaye royale du Parc-aux-Dames (moniales cisterciennes)[37], à 1,8 km à l'est du village (on ne visite pas).

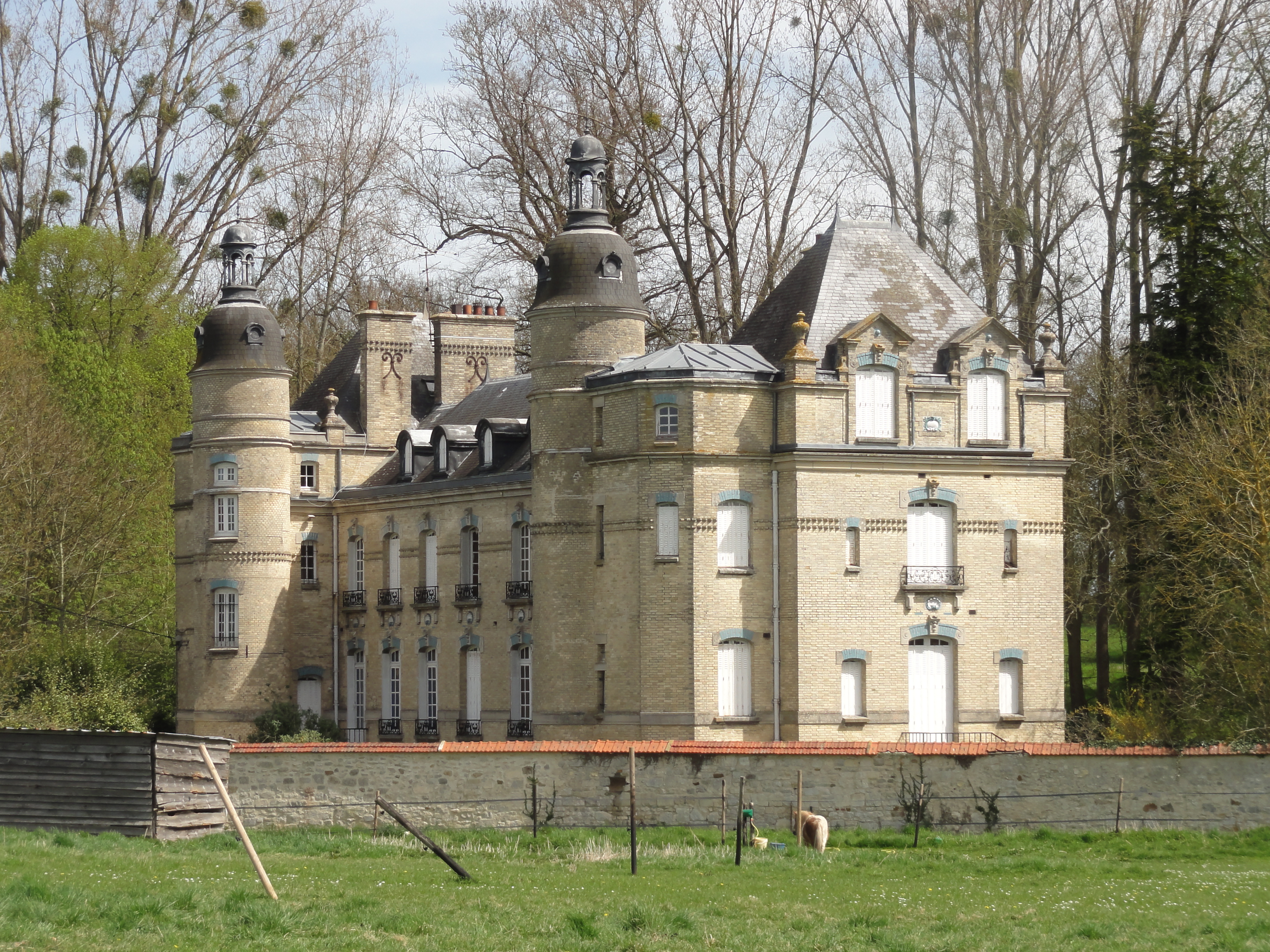
Château.
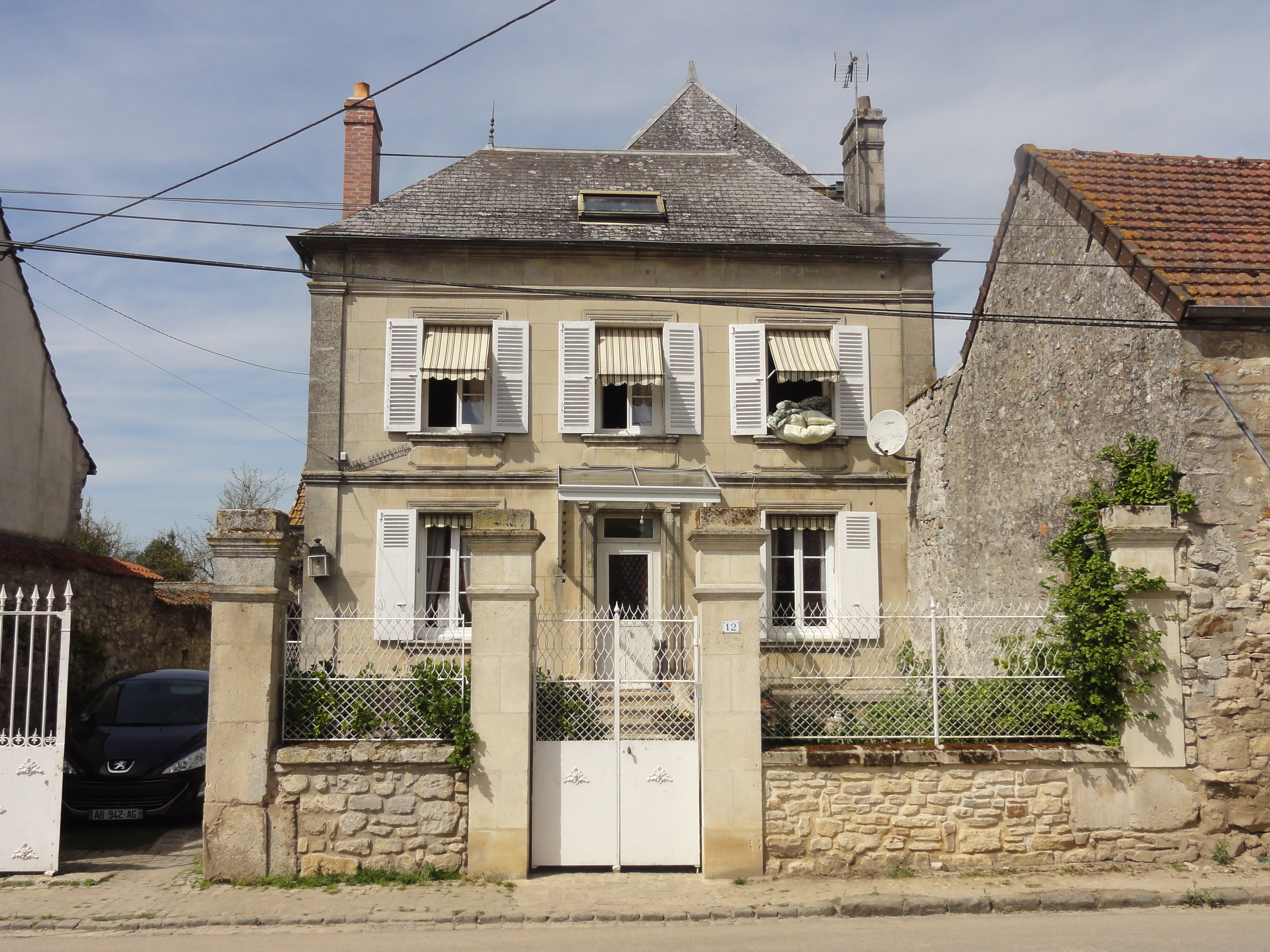
Maison bourgeoise, rue du Raguet
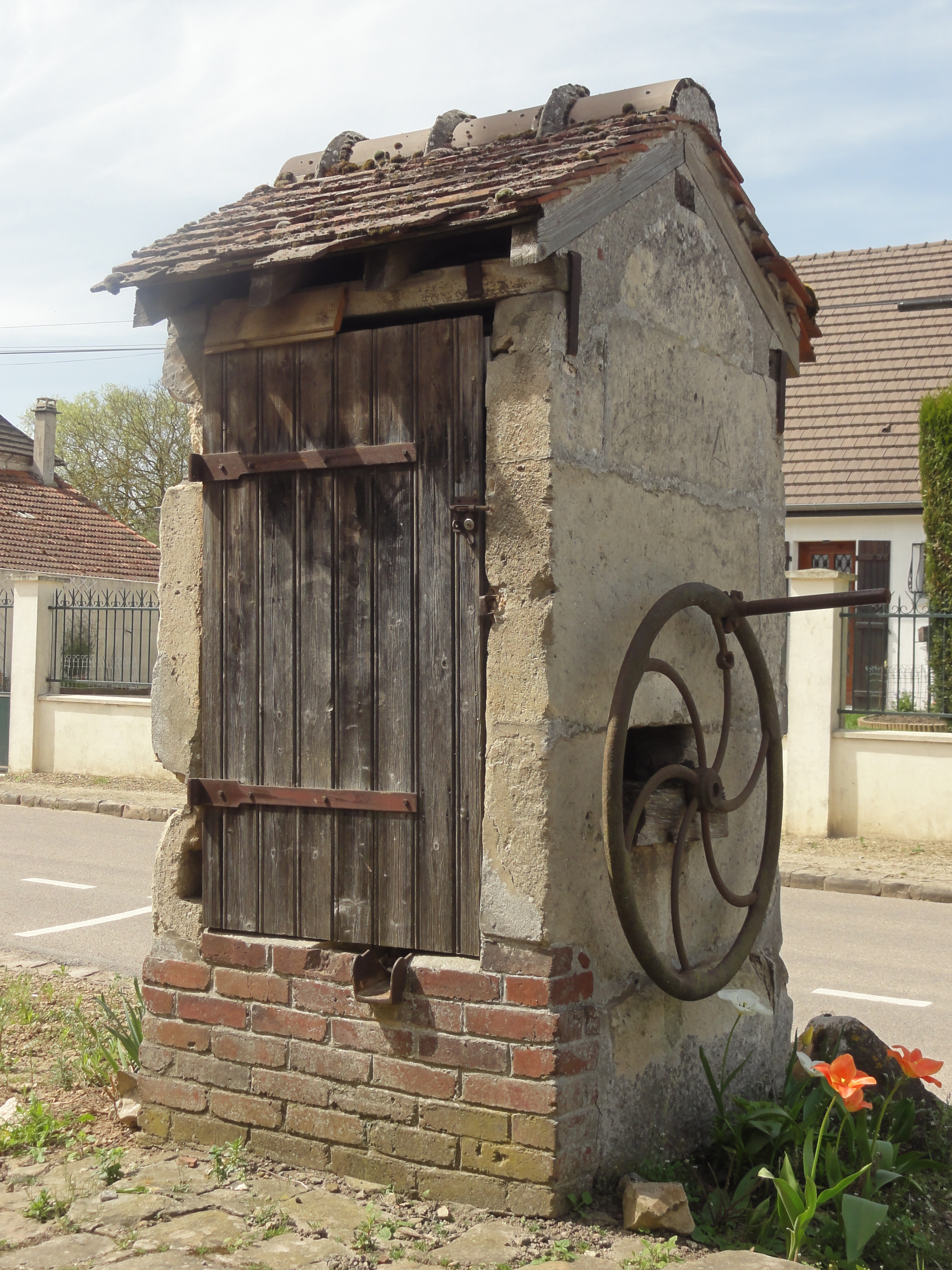
Ancien puits public.
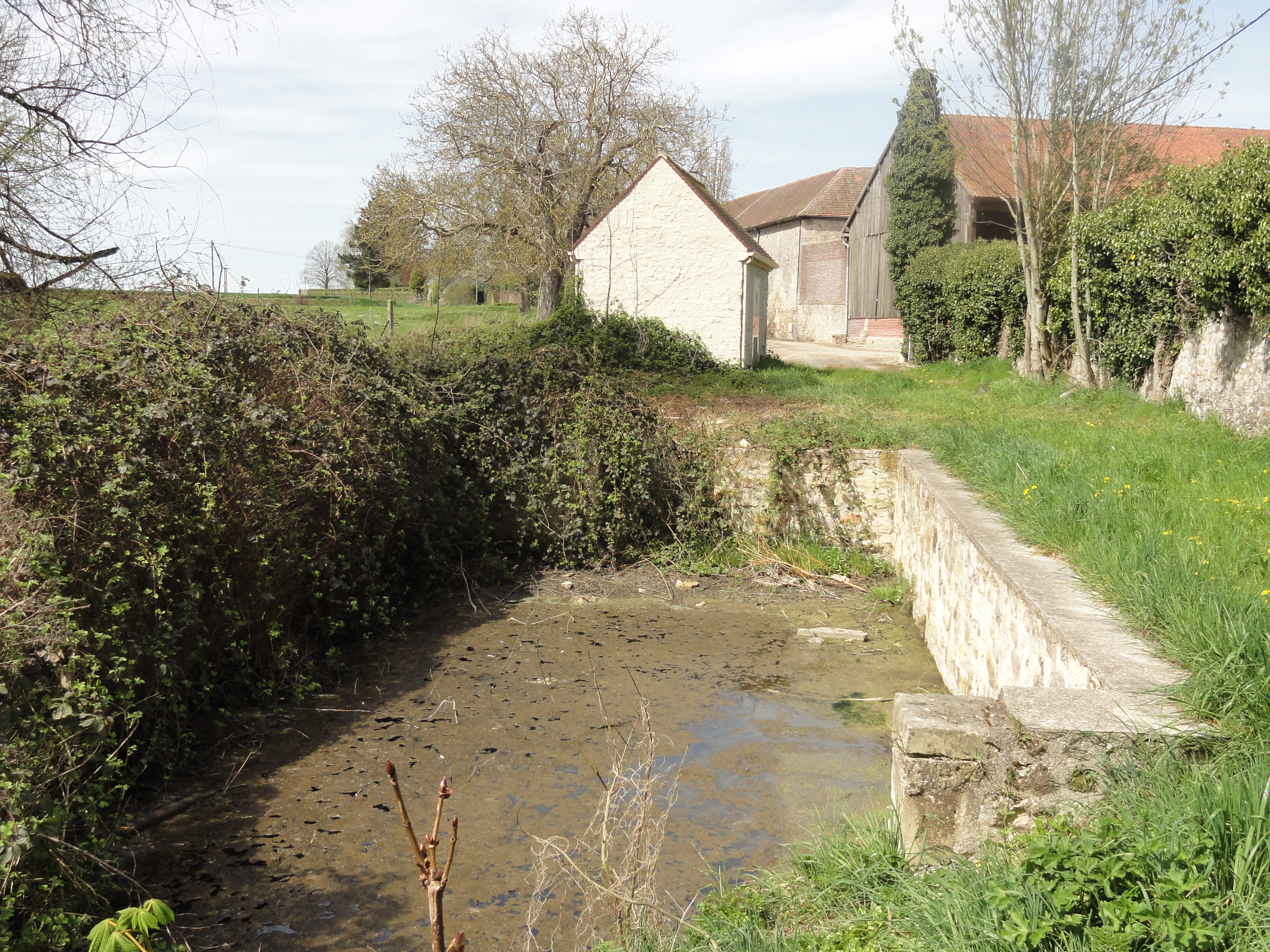
Lavoir de la Fontaine de l'Orme.
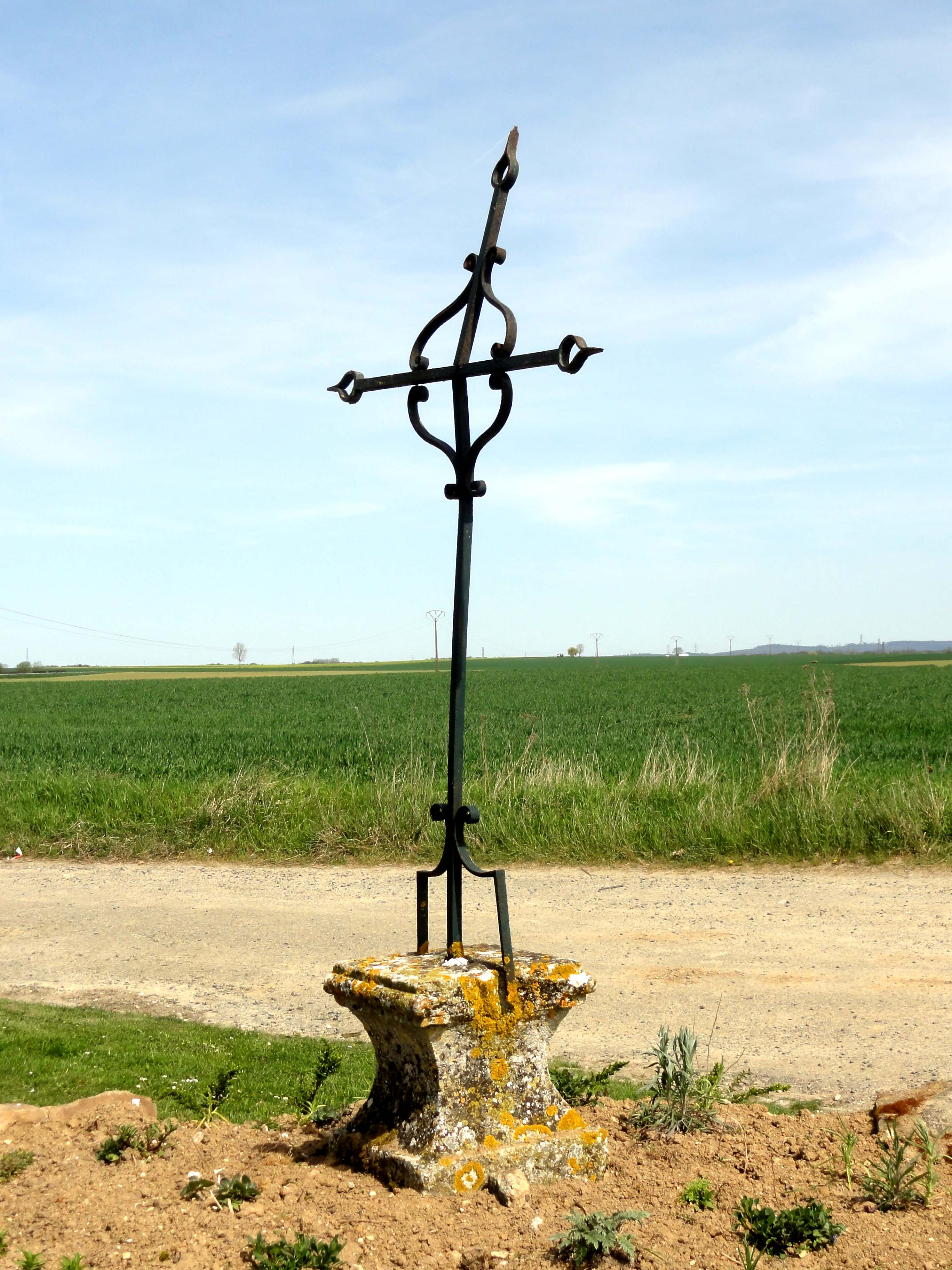
Calvaire au nord du village.
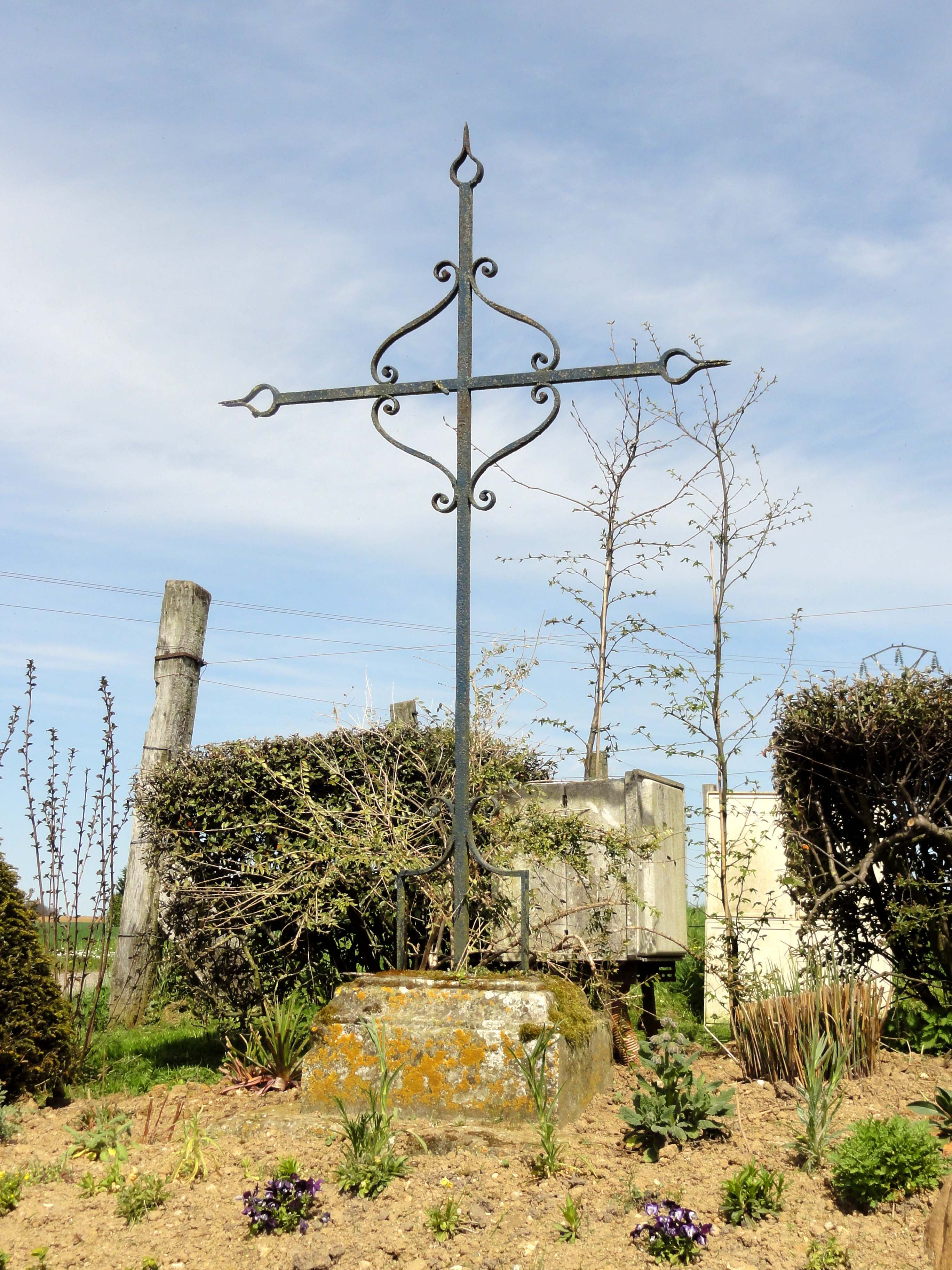
Calvaire à l'est du village.
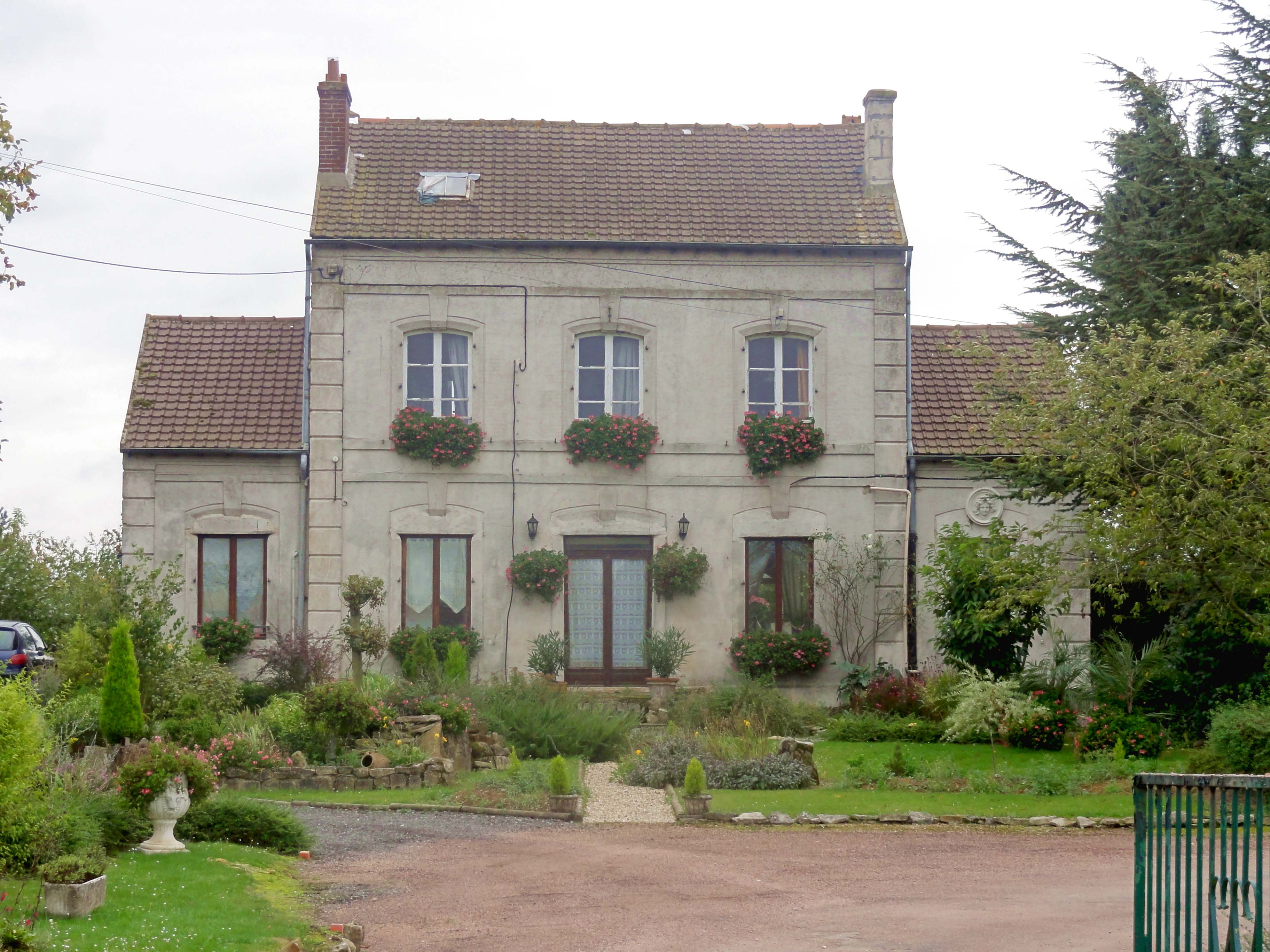
Ancienne gare.
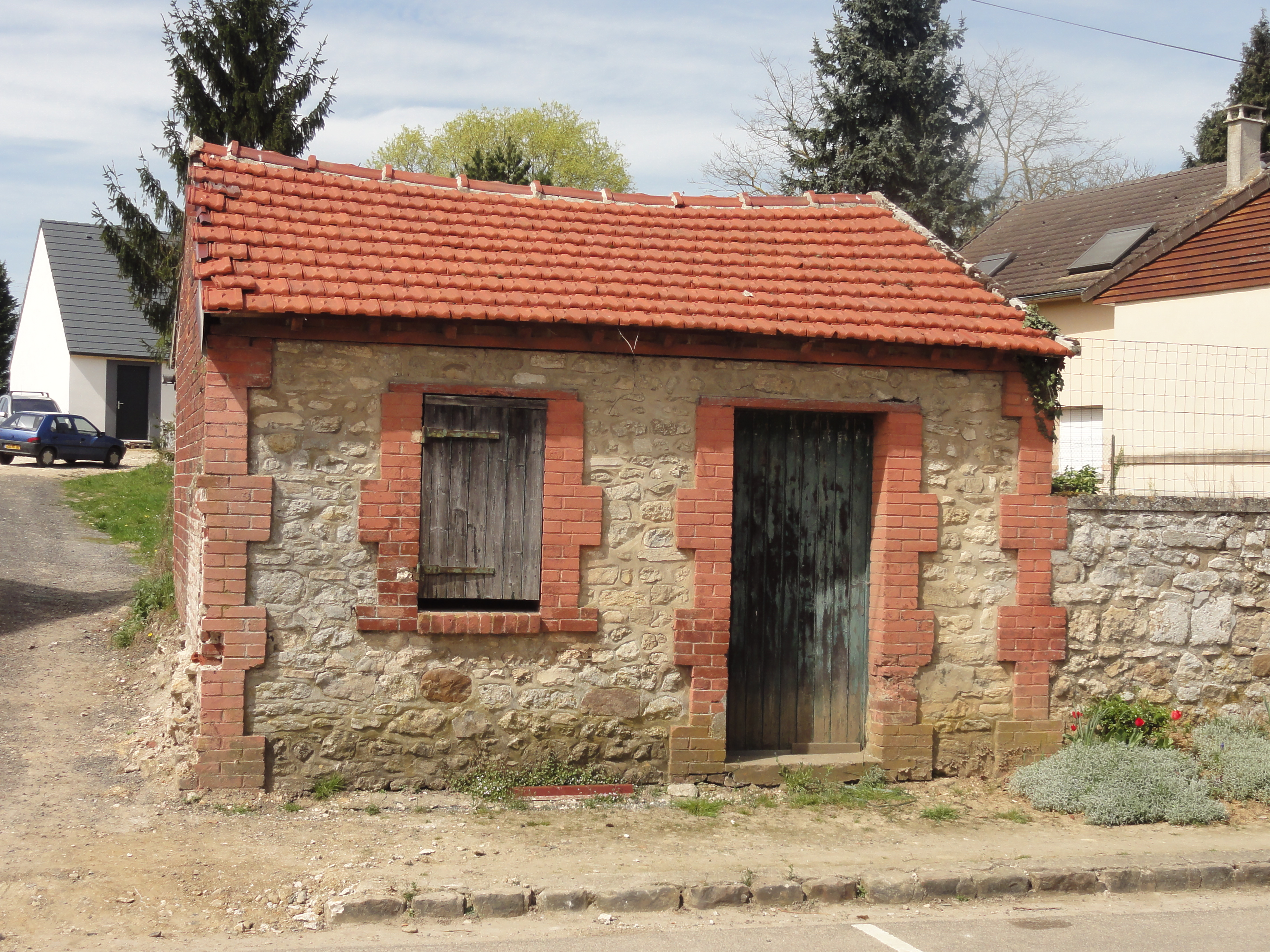
Remise communale

### Personnalités liées à la commune
- James Herbain, (1939-2023), coureur cycliste, champion de France de cyclo-cross en 1969 y est né[38].